# Polské království (1025–1385)
Polské království (polsky Królestwo Polskie, latinsky Regnum Poloniae), přerušovaně Polské knížectví (polsky Księstwo Polskie, latinsky Ducatus Poloniae), bylo polským státem od korunovace prvního krále Boleslava I. Chrabrého v roce 1025 po unii s Litvou a nástupem dynastie Jagellonců v roce 1385.

## Polský stát za vlády Piastovců a Přemyslovců

Polsko Boleslava Chrabrého během největšího rozsahu

Prvním historicky doloženým polským knížetem byl Měšek I. z dynastie Piastovců. Měškův nástupce, nejstarší syn Boleslav Chrabrý (992–1025), úspěšně pokračoval v rozšiřování území rodícího se polského státu, snažil se o upevnění knížecí moci a povznesení mezinárodní prestiže Polska. Zpočátku jeho vlády mu v tom napomohlo několik okolností: oslabení vlády Přemyslovců v sousedních Čechách, univerzalistické plány císaře Oty III. a konečně také mučednická smrt pražského biskupa Slavníkovce Vojtěcha během misie v Prusích. Boleslav jeho tělo vykoupil, převezl do Hnězdna a zavedl zde jeho kult. Mladý stát tak získal vlastního mučedníka, který byl již dva roky poté svatořečen. To přispělo ke sblížení knížete Boleslava s císařem Otou III., který byl Vojtěchovým přítelem a kanonizaci inspiroval. Současně zřídil papež Silvestr II. nad Vojtěchovým hrobem v Hnězdně arcibiskupství a podřídil mu nově ustavená biskupství v Krakově, Kolobřehu a Vratislavi. To signalizovalo příslušnost Krakovska, Pomořan a Slezska k polskému státu. Poznaňské biskupství, které mělo dosud misijní charakter, zůstalo podřízeno papežství, ale byla mu vymezena sféra působnosti. Prvním hnězdenským arcibiskupem se stal Vojtěchův polorodý bratr Radim (latinským jménem Gaudentius). Do úřadu ho uvedl samotný císař, když roku 1000 podnikl pouť k hrobu sv. Vojtěcha. Právo investitury pro arcibiskupství i nová biskupství udělil Boleslavovi a jeho nástupcům.

### Upevnění moci za Boleslava Chrabrého

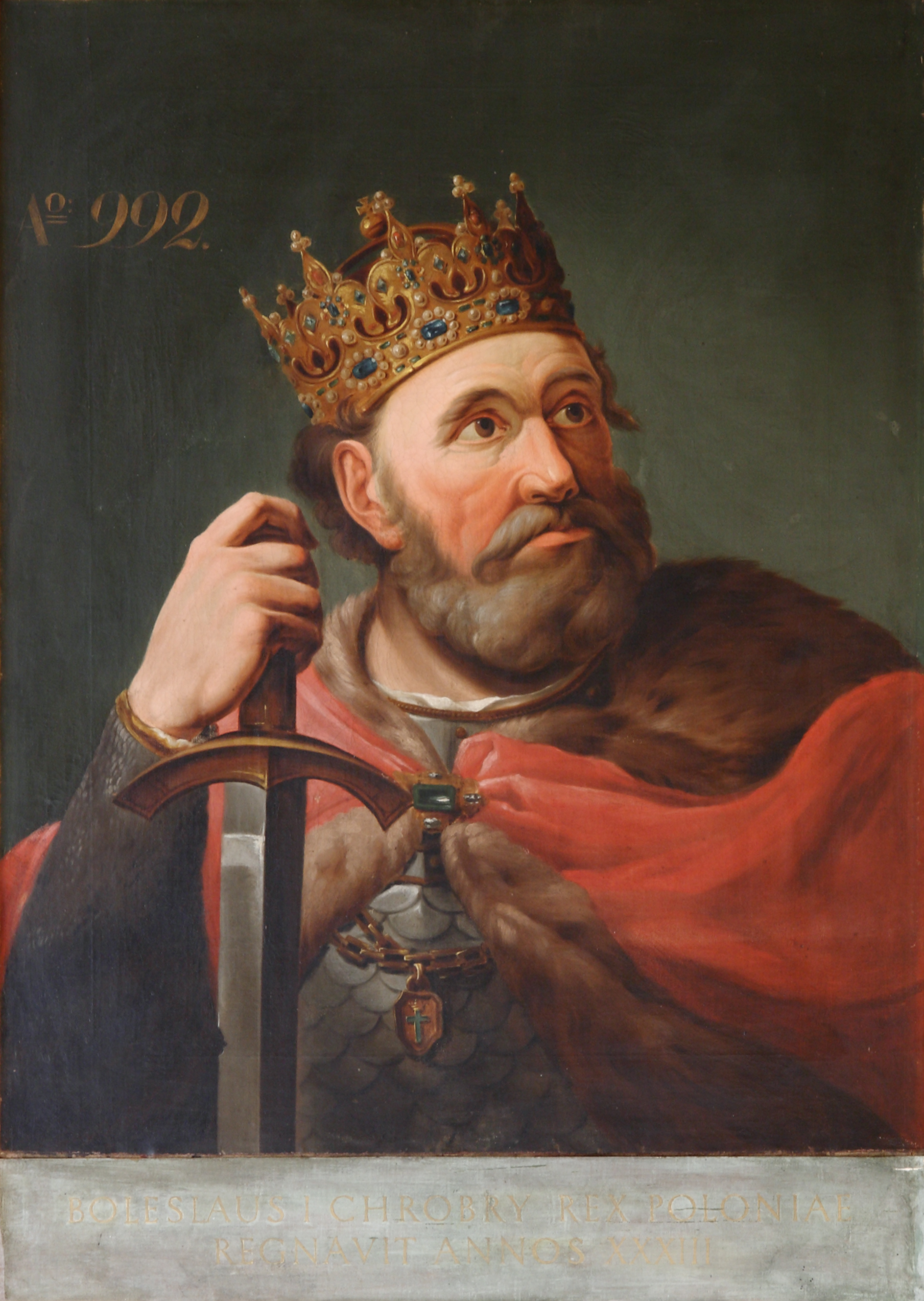
Král Boleslav Chrabrý

Při této návštěvě se Ota III. zúčastnil okázalého sjezdu šlechty v Hnězdně, který řešil politické i církevní otázky. Císař zprostil knížectví poplatnosti na říši a učinil Boleslava „pánem“ (v latinské kronice Thietmara Merseburského je výraz „dominus“), to znamená, že uznal nezávislost polského státu. Podle pozdějších údajů kronikáře Galla Anonyma prý císař vložil při této příležitosti na Boleslavovu hlavu svůj diadém a prohlásil ho „bratrem a spolupracovníkem říše, přítelem a druhem římského lidu“. Někteří badatelé vykládají tato symbolická gesta jako udělení královského titulu. Fakticky šlo spíše o Otovy plány na renovatio imperii, vybudování křesťanského impéria, které se mělo skládat ze čtyř částí, Galie, Germanie, Romy a slovanské Sclavinie, jíž by vládl Boleslav. Ani kníže sám Otova gesta jako udělení královského titulu nechápal. Traduje se, že jeho královská korunovace již byla vyjednána u papeže, ale nakonec byl v důsledku nepříznivých okolností povýšen ke krále uherský kníže Štěpán I. Konečně Boleslav sám o získání královské koruny usiloval na konci své vlády. Přesto výsledky hnězdenského sjezdu představovaly významný úspěch polského státu, který se stal nezávislým na říši a získal samostatnou církevní organizaci, na niž například české království čekalo až do 14. století.
Téměř celé období Boleslavova panování bylo vyplněno ustavičnými válkami. Válčil s českým knížectvím, po předčasné smrti Oty III. v roce 1002 s říší, s Kyjevskou Rusí. Výsledkem bylo připojení Krakovska, dosud patřícího k českému státu, které přepadl po smrti svého strýce Boleslava II., a dočasné obsazení Prahy (1003–1004). Po dlouhých válkách s císařem Jindřichem II. mu bylo budínským mírem z roku 1018 přiznáno držení Lužice a Milčanska (též Milska), kam vtrhl bezprostředně po Otově smrti, a také Moravy, kterou v následujících letech ztratil ve prospěch českého státu. Na východě se mu podařilo navrátit Polsku Červoňské hrady.
Po smrti Jindřicha II. a papeže Benedikta VIII., který nebyl Polsku nakloněn, začal Boleslav energicky vyjednávat v papežské kurii o udělení královské koruny. Roku 1025 byl dva měsíce před svojí smrtí korunován v Hnězdně polským králem, a to bez souhlasu nového německého panovníka Konráda II., ale i tak byl polsko dědičný královský titul uznán. Boleslav byl úspěšným vládcem, schopným vojevůdce i dobrým diplomatem, který pro své cíle dobře využíval sňatkovou politiku. Dosažení královského titulu odpovídalo růstu prestiže jeho postavení. Král Boleslav I. Chrabrý také zasahoval do situace v Čechách, kde o moc mezi sebou bojovali jeho příbuzní Přemyslovci.

### Polsko po smrti Boleslava Chrabrého

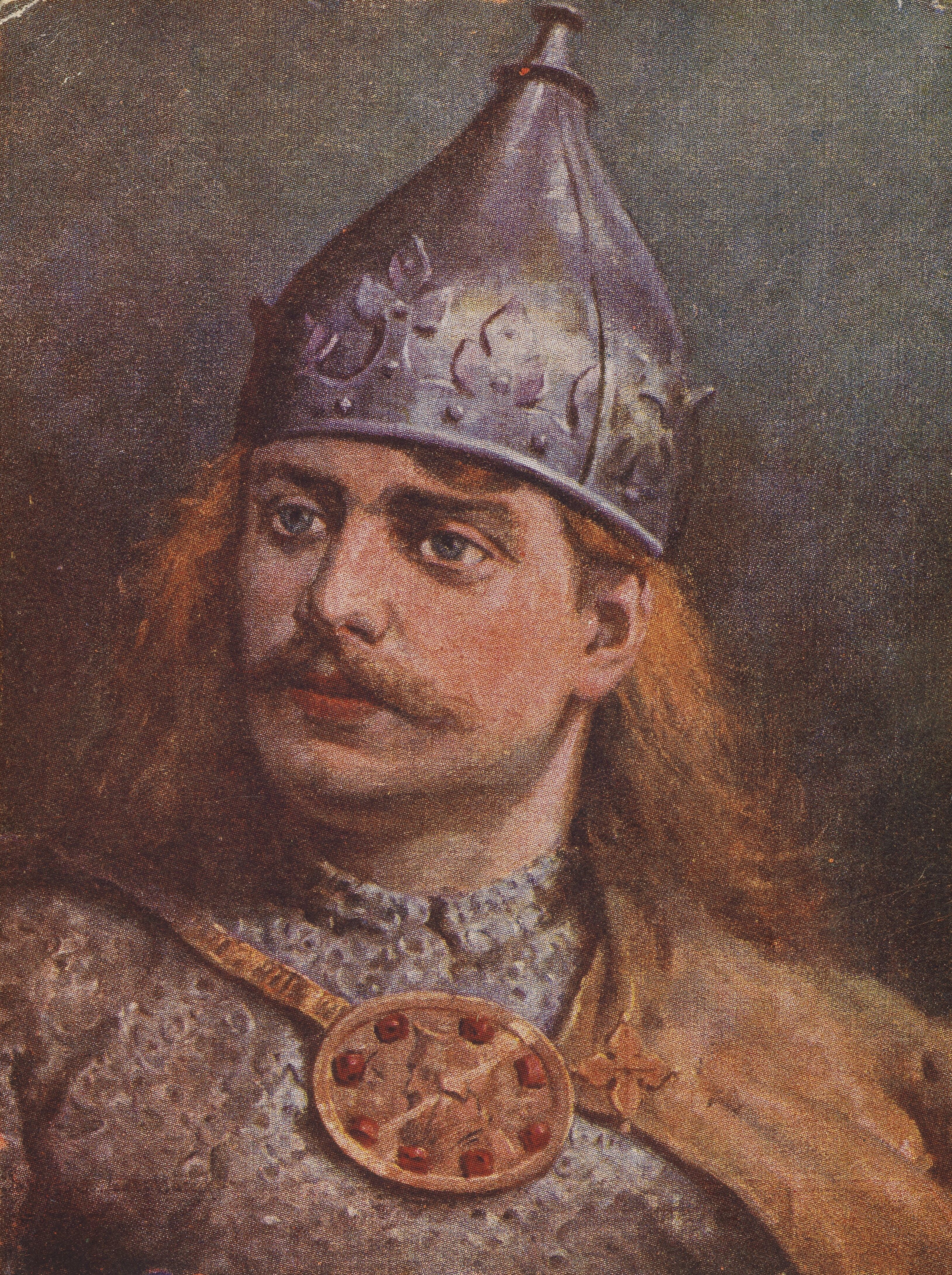
Boleslav III. Křivoústý

Období po smrti Boleslava Chrabrého charakterizují boje o moc mezi příslušníky vládnoucí dynastie, ne nepodobné situaci mezi českými Přemyslovci. Králem se stal Boleslavův syn Měšek II. Lambert (1025–31 a opět v letech 1032–34), jenž na začátku své druhé vlády rezignoval pod tlakem Říše na postavení krále. Po jeho smrti nastoupil na knížecí stolec Kazimír I. Obnovitel, který se ale kvůli odporu šlechty nedal korunovat králem. Po něm se stal vládcem Polska Boleslav II. Smělý (1058–79), který díky spojenectví s římským císařem získal oficiální uznání polského královského titulu a nechal se korunovat králem (1076). Už po 3 letech ho ale ze země vyhnalo povstání a královský titul byl opět ztracen.
Jeho bratr, kníže Vladislav I. Heřman (1079–1102) usiloval o zlepšení vztahů k Říši a Čechám (první manželkou byla dcera knížete/krále Vratislava II., druhou dcera císaře Jindřicha III.), ale vnitropoliticky mu to příliš nepomohlo: těžce zdolával povstání v Pomořanech a ve Slezsku; ještě během své vlády se musel dělit o vládu se svými dvěma syny. Po jeho smrti si synové Boleslav III. Křivoústý (1102–38) a nevlastní Zbyhněv (1102–06) zemi fakticky rozdělili – Zbyhněv měl severní polské země a Boleslav jižní.
Právě Boleslav III. byl – po porážce a vyhnání bratra – posledním piastovským panovníkem Polska, který vládl sjednocenému státu před jeho rozpadem ve 12.–14. století, ke kterému sám napomohl svým nástupnickým testamentem z roku 1138. Závětí rozdělil polský stát na úděly pro své čtyři syny s tím, že nejstaršímu z nich zajistí seniorátní úděl (Krakovsko, část Velkopolska s Hnězdnem a Kališí ad.) vrchní moc nad ostatními. Kníže se tak snažil zajistit jednotu svého státu do budoucna a zároveň ji sladit s odstředivými snahami a ambicemi jednotlivých členů rodu. Byl to však jen kompromis odsouzený k brzkému zániku. Po Boleslavově smrti se jeho synové ve svých údělech maximálně osamostatnili a vrchní vláda rychle slábla, až zanikla zcela. Česko-polské spory byly dočasně vyřešeny smlouvou o přátelských vztazích, jíž se český kníže vzdal poplatku za Slezsko. Polsko se postupně rozpadlo na několik menších údělných knížectví, pod vládou jednotlivých příslušníků dynastie Piastovců.

### Přemyslovci polskými králi

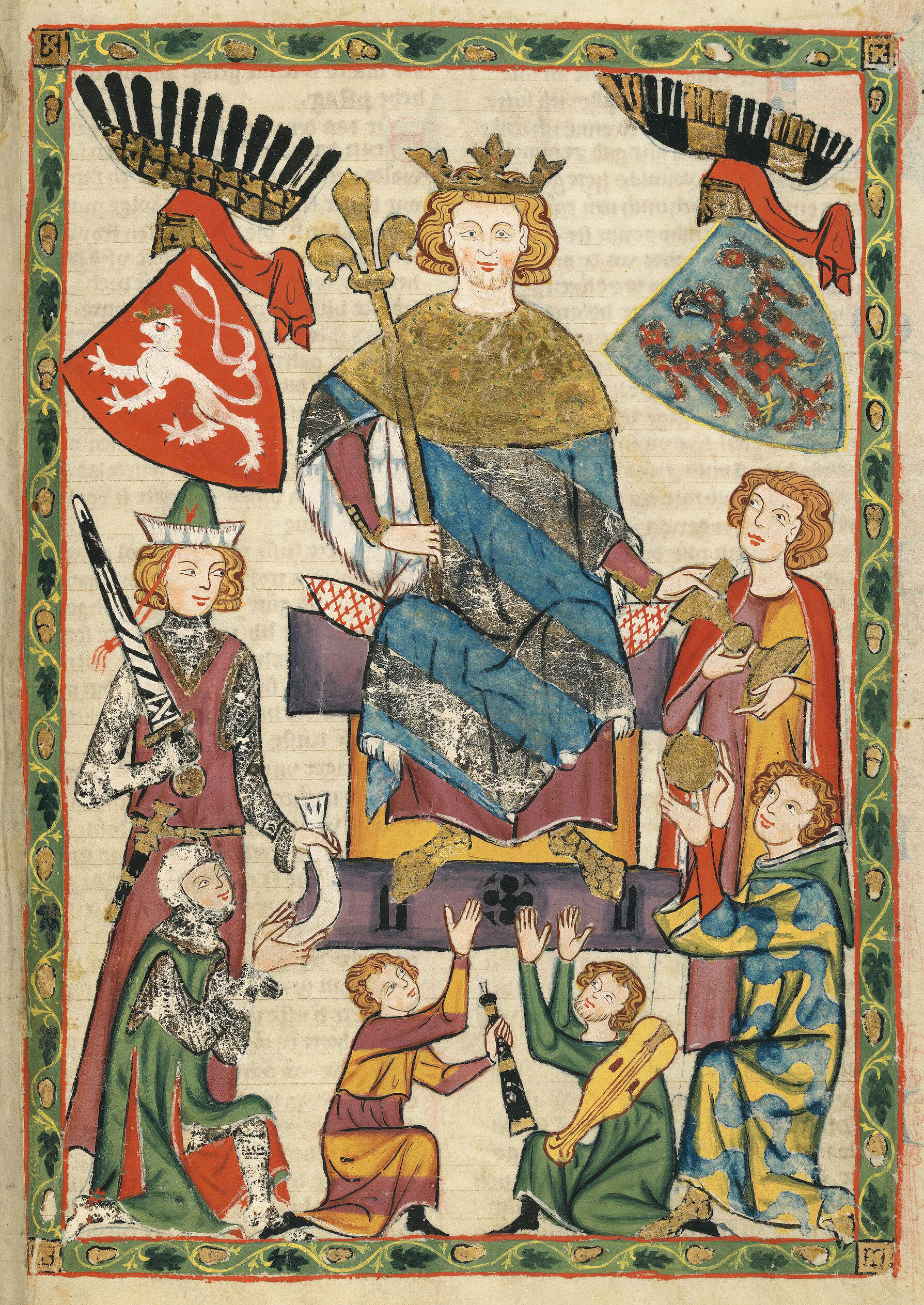
Václav II.

Silné a jednotnější království bylo obnoveno až ke konci 13. století Přemyslem II. Velkopolským, který byl ale nedlouho poté (1296) zavražděn. Český král Václav II. už od roku 1289 začal rozšiřovat svoji lenní svrchovanost nad jednotlivými slezskými knížectvími, roku 1291 ovládl díky smrti svého bratrance Jindřicha IV. Krakovsko. Jeho soupeř, Piastovec Vladislav Lokýtek, který se rovněž pokoušel sjednotit polská knížectví pod svojí vládou, byl nucen uprchnout ze země. Roku 1300 se ovdovělý Václav oženil s dvanáctiletou princeznou Eliškou Rejčkou, jejímuž otci Přemyslu II. se nedlouho před smrtí podařilo opět obnovit v Polsku království. Roku 1300 byl Václav II. hnězdenský arcibiskupem v Hnězdně městě korunoval polským králem.
Polákům se ale příliš nelíbila personální unie s Čechami, Václav II., ale například zemi hospodářsky pozvedl zavedením pražského groše. V roce 1305 ale zemřel na tuberkulózu. Jeho syn Václav III. se po ztrátě uherské koruny soustředil na spojenectví s Polskem, které mělo větší naději na přežití. Vladislav Lokýtek dobyl královský hrad v Krakově. Václav III. byl na cestě do Polska zavražděn a tím skončila královská linie rodu Přemyslovců. Olomoucká vražda udělala tečku za česko-polskou aliancí, z reforem Václava II. ale Polsko čerpalo ještě dlouho. Titul polského krále (titulárního) ovšem drželi čeští panovníci ještě v době Jana Lucemburského, ačkoliv tím skutečným byl Vladislav Lokýtek.

### Opětovná vláda piastovských králů

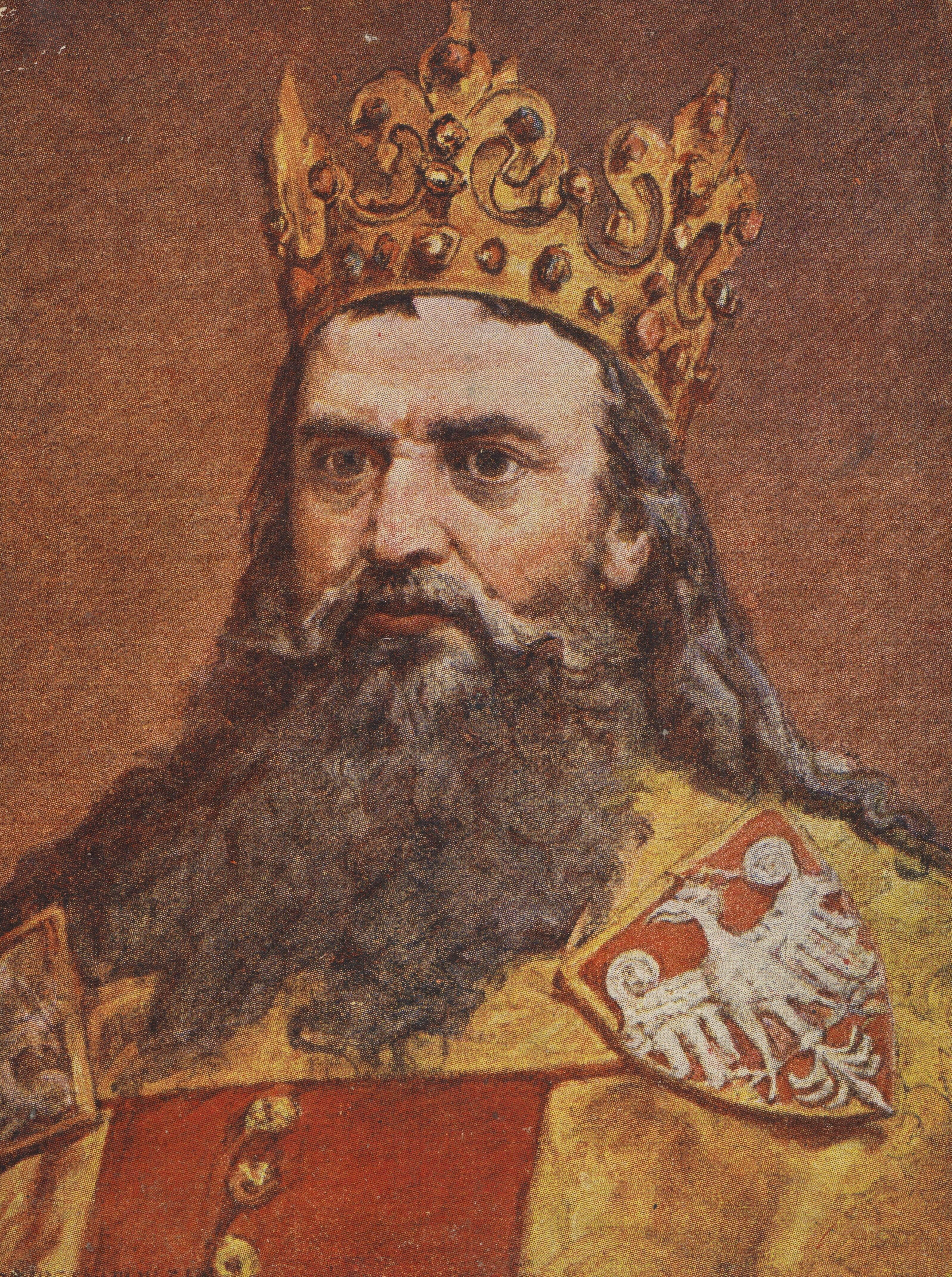
Král Kazimír III. Veliký

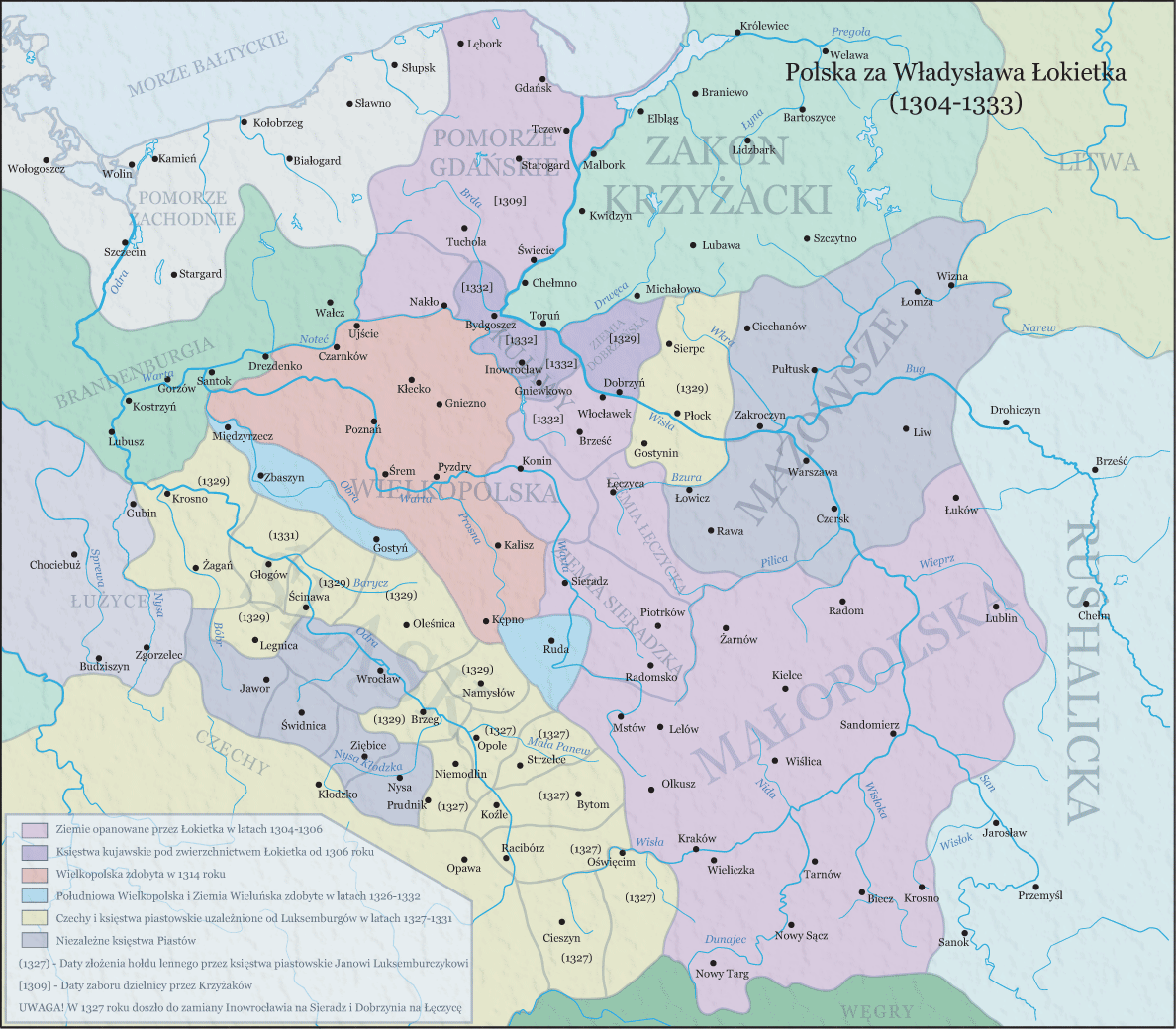
Rozdrobené Polsko v letech 1304–1333

Kazimír III. Veliký, syn Vladislava Lokýtka byl skvělým diplomatem polští historici ho tradičně považují za jednoho z nejvýznamnějších středověkých vládců Polska. Jeho otci se
podařilo znovu sjednotit téměř celé Polsko, které bylo více než půldruhé století politicky rozdrobené, a získat královský titul. Na Kazimírovi pak zůstalo, aby dokončil sjednocení země – neboť slezská knížectví byla postupně uváděna do lenní závislosti na českém králi, svrchovanost Krakova odmítali uznat také mazovští Piastovci – a upevnil královskou moc. Zároveň se snažil, aby zemi vyčerpané zápasy za jeho předchůdců zajistil klidný rozvoj. Proto se zaměřil na zmírnění odporu, jež sjednocování polským zemí kladli Lucemburkové a řád německých rytířů.
Trnem v oku nejen pro Kazimíra III., ale už pro jeho předchůdce byla skutečnost, že polský královský titul drželi od dob Václava II. čeští králové, což zpochybňovalo Vladislavovo i Kazimírovo postavení polského panovníka. Kazimír se proto snažil zajistit se proti nynějšímu českému králi Janu Lucemburskému spojenectvím s císařem Ludvíkem IV. Bavorem, Habsburky a bavorskými Wittelsbachy. Jan počítal s tím, že jistě dojde k vojenskému střetnutí a sbíral již vojsko. Jeho syn, moravský markrabí Karel, se však chopil iniciativy a navázal s Kazimírem diplomatické jednání. Z něj vyplynulo řešení ožehavé situace: Jan Lucemburský se vzdá titulu polského krále a získá zato trvale Slezsko.
Přestože byl poslední Piastovec Kazimír III. čtyřikrát ženatý, nezplodil mužského dědice a jeho dědicem se tedy stal uherský král Ludvík I. Veliký, ten ale také neměl syna. Šlechta nechtěla pokračovat v personální unii s Uherskem a proto si po Ludvíkově smrti vybrala jako novou polskou královnu jeho dceru Hedviku. Po dvou letech sporů a po občanské válce ve Velkopolsku (1383) byla konečně Hedvika ve věku deseti let v Krakově korunována jako Hedwig Rex Poloniae (polský král) a nikoliv Regina Poloniae (královna), aby se zdůraznilo že je vládcem ze svého vlastního práva a nikoliv jen jako něčí žena.